# 병원 목록
아래는 병원의 목록이다.

## 대륙별 목록

### 아프리카
- 남아프리카 공화국의 병원 목록
- 이집트의 병원 목록

### 아시아
- 대한민국의 병원 목록
- 일본의 병원 목록
- 중화인민공화국의 병원 목록
- 타이완의 병원 목록

### 유럽
- 벨기에의 병원 목록
- 오스트리아의 병원 목록
- 독일의 병원 목록
- 그리스의 병원 목록
- 헝가리의 병원 목록
- 이탈리아의 병원 목록
- 터키의 병원 목록

### 북아메리카
- 그린란드의 병원 목록
- 멕시코의 병원 목록
- 미국의 병원 목록
- 캐나다의 병원 목록

### 남아메리카
- 아르헨티나의 병원 목록
- 브라질의 병원 목록
- 칠레의 병원 목록

### 오세아니아
- 미크로네시아 연방의 병원 목록
- 오스트레일리아의 병원 목록